# انریکه بائز
انریکه بائز (اسپانیایی: Enrique Báez‎؛ زادهٔ ۱۶ ژانویهٔ ۱۹۶۶) بازیکن سابق فوتبال اهل اروگوئه است.
از باشگاه‌هایی که در آن بازی کرده‌است می‌توان به باشگاه فوتبال مونته‌ویدئو واندررز، باشگاه فوتبال آستریا وین، باشگاه فوتبال ناسیونال اروگوئه، و تیم ملی فوتبال اروگوئه اشاره کرد.